# أنتوني شرايفر
أنتوني شرايفر (بالإنجليزية: Anthony Shriver) (و. 1965  م) هو أمريكي، ولد في بوسطن، هو عضوٌ في الحزب الديمقراطي الأمريكي.

## التعليم
تعلم في جامعة براون، وجامعة جورجتاون.